# Jan Hertl
Jan Hertl (23 gennaio 1929 – 14 maggio 1996) è stato un calciatore cecoslovacco, di ruolo centrocampista.

## Carriera

### Club
Ha giocato nella prima divisione cecoslovacca.

### Nazionale
Ha partecipato ai Mondiali del 1954.

## Palmarès

### Club

#### Competizioni nazionali
- Campionato cecoslovacco: 2

Dukla Praga: 1953, 1956